# خوسه بن د پلوی
خوسه بن د پلوی (اسپانیایی: José van der Ploeg‎؛ زادهٔ ۴ مهٔ ۱۹۵۸) قایقران قایق بادبانی اهل اسپانیا است.